# مقاطعة تييجلو
مقاطعة تييجلو أو (تيغلو) (بالصومالية: Degmada Tayeeglow)‏ هي إحدى مقاطعات محافظة بكول جنوب غرب الصومال، عاصمتها تييجلو.

## روابط خارجية
- مقاطعات الصومال
- الخريطة الإدارية لمنطقة Tiyeglow